# What's the Time Mr. Wolf? (álbum de CatPeople)
What's the Time Mr. Wolf? es el segundo álbum de la banda post-rock CatPeople, lanzado en el año 2008.

## Lista de canciones
| N.º    | Título            | Duración |  |
| 1.     | «Stumble in Vigo» | 5:12     |  |
| 2.     | «In silence»      | 3:31     |  |
| 3.     | «Sister»          | 4:06     |  |
| 4.     | «All these tears» | 4:28     |  |
| 5.     | «Goodbye angel»   | 3:52     |  |
| 6.     | «House of love»   | 1:16     |  |
| 7.     | «Last chance»     | 3:06     |  |
| 8.     | «Coohagen»        | 3:06     |  |
| 9.     | «The golden swan» | 4:17     |  |
| 10.    | «Looks like dogs» | 3:48     |  |
| 11.    | «Bubblegum»       | 4:22     |  |
| 12.    | «End title»       | 3:51     |  |
| 44 min |                   |          |  |

## Sencillos
- Sister

## Créditos

### Componentes
- Adrián Pérez.
- Fito Rodríguez.
- Javi Abalo.
- Iván Fernández.
- Raúl Muñoz.
- Paco Iglesias.

### Otros
- Producción: CatPeople y The Blind Joes.
- Masterización: Álvaro Balañá (asistente de Bob Ludwig - Radiohead, U2).

- Datos: Q6167049